# Otton z Saint Omer
Otton z Saint Omer (zm. 1299) – pan połowy Teb w latach 1294-1299. 

## Życiorys
Był synem Beli z Saint Omer, bratem Mikołaja II. Był uczestnikiem wojny o sukcesję Eubejską w której wystąpił przeciwko Wilhelmowi II Villehardouin, który wysunął pretensje do północnej części wyspy. Jego żoną była Małgorzata z Werony. Zmarł bezdzietnie. Jego następcą w Tebach został jego bratanek Mikołaj III z Saint Omer.